# Fleischmann GmbH
Fleischmann, Gebr. Fleischmann GmbH und Co. KG, är ett tyskt företag som tillverkar modelljärnvägar och tillbehör. Fleischmanns säte är i Nürnberg och de är världens fjärde största tillverkare av modelljärnvägar.  
Fleischmann grundades 1887 av Jean Fleischmann. Företaget tillverkade i början leksaker som skepp och flygplan. 1938 började man tillverka modelljärnvägar och ångmaskiner sedan man tagit över företaget Doll & Co Nürnberg. Vintern 1938-1939 började man utveckla egna järnvägsmodeller. Under kriget tvingades man stoppa produktionen av leksaker. 
Efter andra världskriget återupptogs produktionen under namnet Doll och sedan under det egna namnet. 1949 kom företagets första modelljärnväg med tvåräls likström i storleken 0. Den stora framgången kom, när man 1952 började tillverka modelljärnväg i skala H0. Fleischmann hade spårvidden 16,5 mm men för övrigt var tågen inte exakt i skala H0 1:87. Tågens bredd vara snarare i skala 1:82 dvs något större. I början av 1950-talet tillverkades inte snälltågsvagnar i skala 1:87 utan förkortades med ungefär 25% av de tre stora tillverkarna i Västtyskland; Fleischmann, Märklin och Trix. 1969 började man produktionen av skala N 1:160 med varumärket Fleischmann Piccolo. 
Sedan 2008 ägs Fleischmann av det tysk-österrikiska bolaget Modelleisenbahn Holding GmbH som även äger Roco.

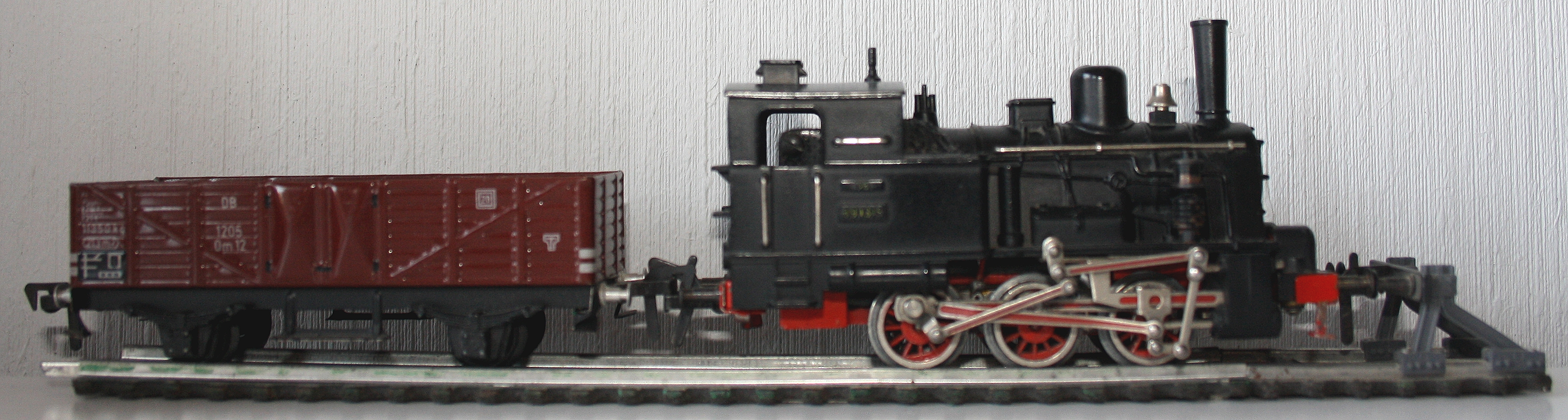
Ånglok med vagn, tillverkat av Fleischmann på 1960-talet
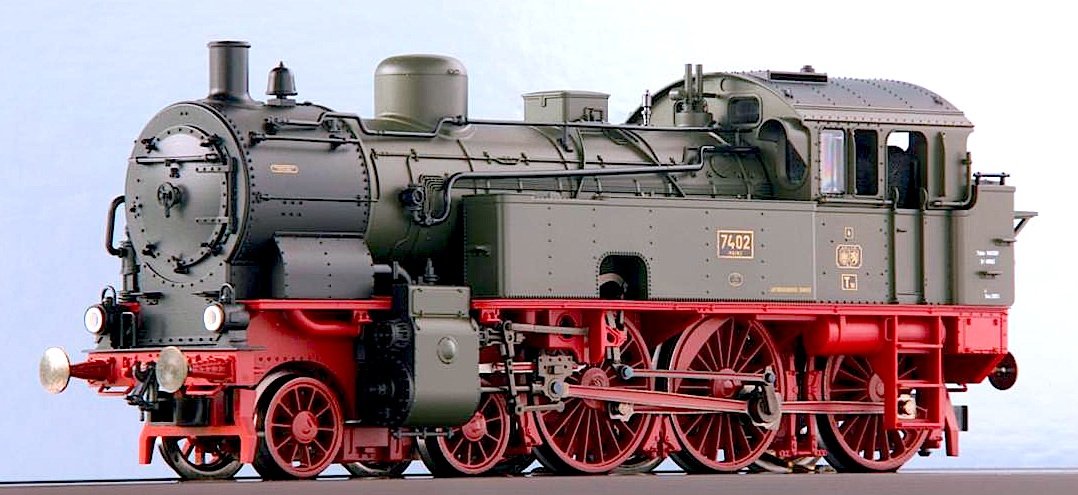
T 10
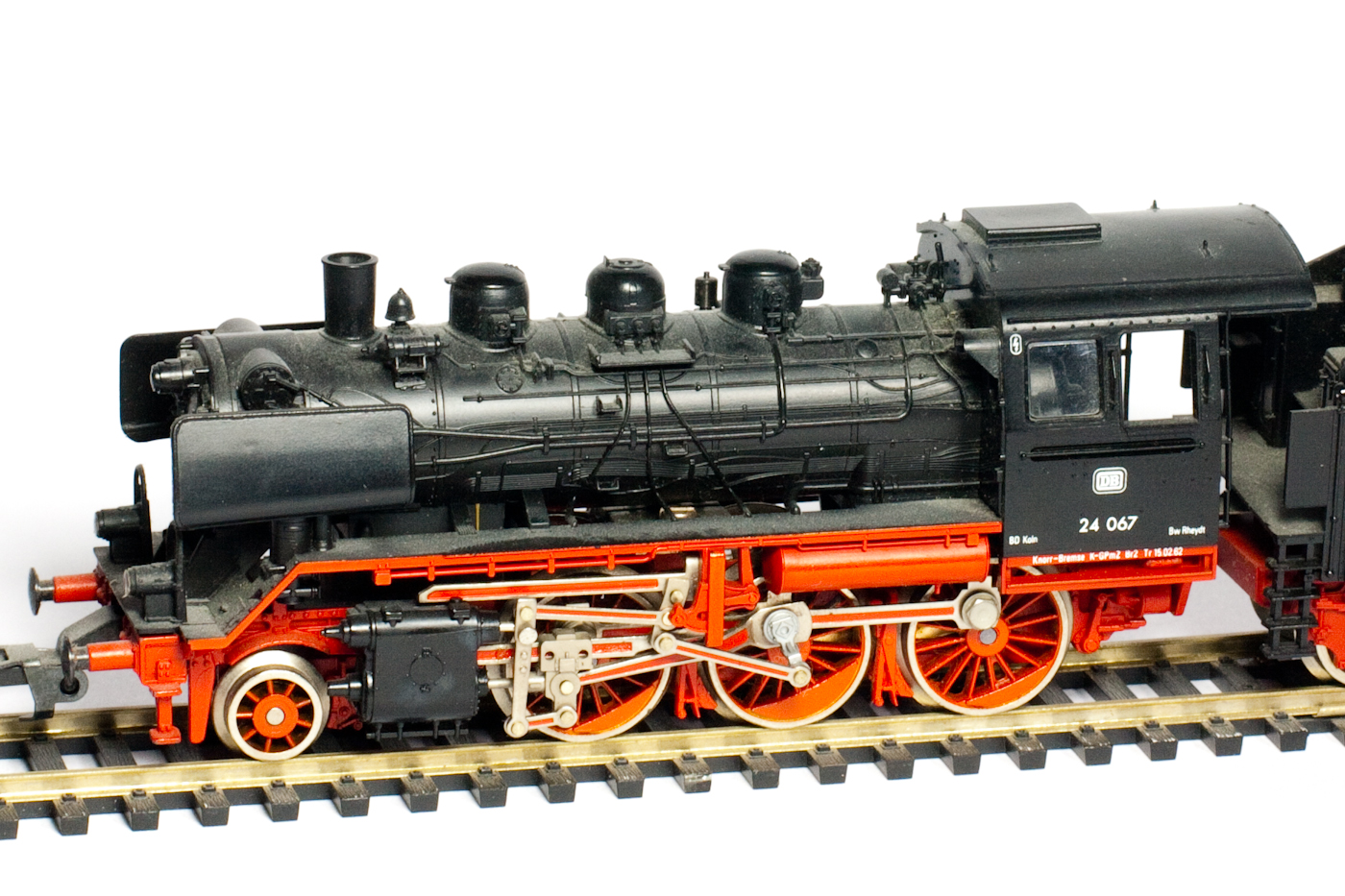
BR 24
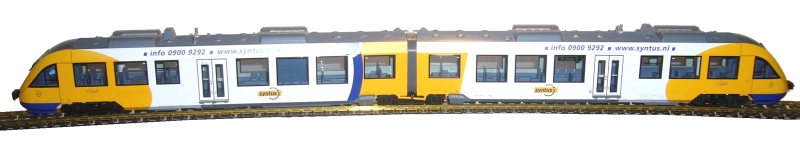
Alstom Coradia LINT